# Rimi Baltic
A Rimi Baltic egy kereskedelmi cég, amely hipermarketeket és szupermarketeket működtet szerte Észtországban, Lettországban (Supernetto) és Litvániában. Termékeik közt főleg élelmiszerek és háztartási cikkek szerepelnek. Az üzletlánc a svéd ICA vállalat tulajdonában áll. 
Az üzletek profiljuk alapján három csoportba sorolhatók:
- hipermarketek: Rimi Hyper név alatt;
- szupermarketek: Rimi Super;
- Rimi Mini (Észtországban és Lettországban), Supernetto (Lettországban).[2]

A kisebb méretű Rimi hipermarketek a svéd ICA üzletlánc belső kinézetével rendelkeznek.
A Rimi Baltic üzletlánc 2004-ben jött létre, amikor a finn Kesko vállalat és a ICA vállalat megállapodott arról, hogy összevonják balti államokban működési területeiket 50/50 arányú üzletrész szerint. Hivatalosan a Rimi Baltic 2005 január elsején kezdte meg működését. A Kesko 6 darab Citymarketet, valamint 45 Säästumarketet üzemeltetett Észtországban. Lettországban 5 Citymarket és 17 Supernetto diszkont működött. Az ICA 33 Rimi üzletet működtetett a három balti állam területén. A régebben Citymarket néven működő üzletek később a Rimi hipermarket nevet kapták. 2006-ban a Kesko kiszállt a balti államok gazdasági életéből és eladta részesedését a svéd ICA vállalatnak, így 2007 január elsejétől kezdve teljes mértékben svéd tulajdonba került. 
Korábban Norvégiában is megtalálható volt Rimi elnevezésű üzlet, melyet a svéd ICA üzemeltetett.

## Fordítás
- Ez a szócikk részben vagy egészben  a   Rimi Baltic című angol Wikipédia-szócikk ezen változatának fordításán alapul.  Az eredeti cikk szerkesztőit annak laptörténete sorolja fel. Ez a jelzés csupán a megfogalmazás eredetét és a szerzői jogokat jelzi, nem szolgál a cikkben szereplő információk forrásmegjelöléseként.